# Encarnación de Díaz
Encarnación de Díaz är en kommunhuvudort i Mexiko.   Den ligger i kommunen Encarnación de Díaz och delstaten Jalisco, i den centrala delen av landet, 400 km nordväst om huvudstaden Mexico City. Encarnación de Díaz ligger 1 812 meter över havet och antalet invånare är 21 861.
Terrängen runt Encarnación de Díaz är huvudsakligen lite kuperad. Encarnación de Díaz ligger nere i en dal. Runt Encarnación de Díaz är det ganska glesbefolkat, med 42 invånare per kvadratkilometer. Encarnación de Díaz är det största samhället i trakten. I omgivningarna runt Encarnación de Díaz växer huvudsakligen savannskog.